# Östergarnsholm
Östergarnsholm är en ö i Gotlands kommun i Gotlands län, belägen i Östergarns socken strax öster om Gotland.
Några människor bor inte på den lilla ön, men där finns ett fåtal gutefår på bete. Turbåt går ut till ön på sommaren.
Östergarnsholm skall tidigare ha varit allmänningsmark, men i ett klagobrev från 1554 anges att holmen med ett antal andra i samband med lybska fejden lagts under Visborgs slott men att de fortfarande fick skatta för den. 1538 sägs slottet ha hästar på ön, enligt jordeboken 1608 sägs kungens ston hållas i bete på Östergarnsholm, samt av två bönder i Gammelgarn som årligen betalade 1 fjärding smör för att få utnyttja holmen. 1624 hade danskarna på grund av rädsla för ett svenskt anfall inte tordas hålla slottets hästar på ön. Arrendet för ön förblev, efter att Gotland övergått i svensk ägo, detsamma.
Östergarnsholm har fyra fyrar. ”Östergarnsholm” på öns västra del byggdes 1817. Den var från början stenkolseldad, men den förlängdes och moderniserades 1849 och fick en rovoljelampa. Under ombyggnadstiden användes en liten provisorisk stenkolsfyr som fortfarande finns kvar. Fyren, som även kallas ”Västra fyren” eller ”Gamla fyren”, avvecklades 1919. Intill den ligger resterna av det som var en förrådsbyggnad. 1919 byggdes den andra fyren, ”Östergarn”, som är en 29 meter hög betongfyr. Den fyren är fortfarande i drift. 1919 byggdes en mindre fyr, ”Östergarnsholm västra”, på Östergarnsholms västra udde, närmare vattnet än den första fyren.
1964 fick ön elektricitet och 1965 avbemmannades fyren.
På ön fanns tidigare även flera fiskelägen, 1872 fanns tre fiskelägen med 65 sjöbodar. Idag finns endast en kvar på ön. Vid Vitviken och Norrhavde på norra sidan av ön hade fiskare från Kräklingbo, Anga, Norrlanda och Gothem sina fiskelägen och vid Suderhavde på öns södra del fiskare från i första hand Herrvik och Sysne.
I öns strandkant finns en liten grotta, ”Buckhulet”. Här sökte fyrvaktarpersonalen skydd i samband med att ryska flottan besköt SMS Albatross med eldgivning tvärs över holmen.

## Fotogalleri

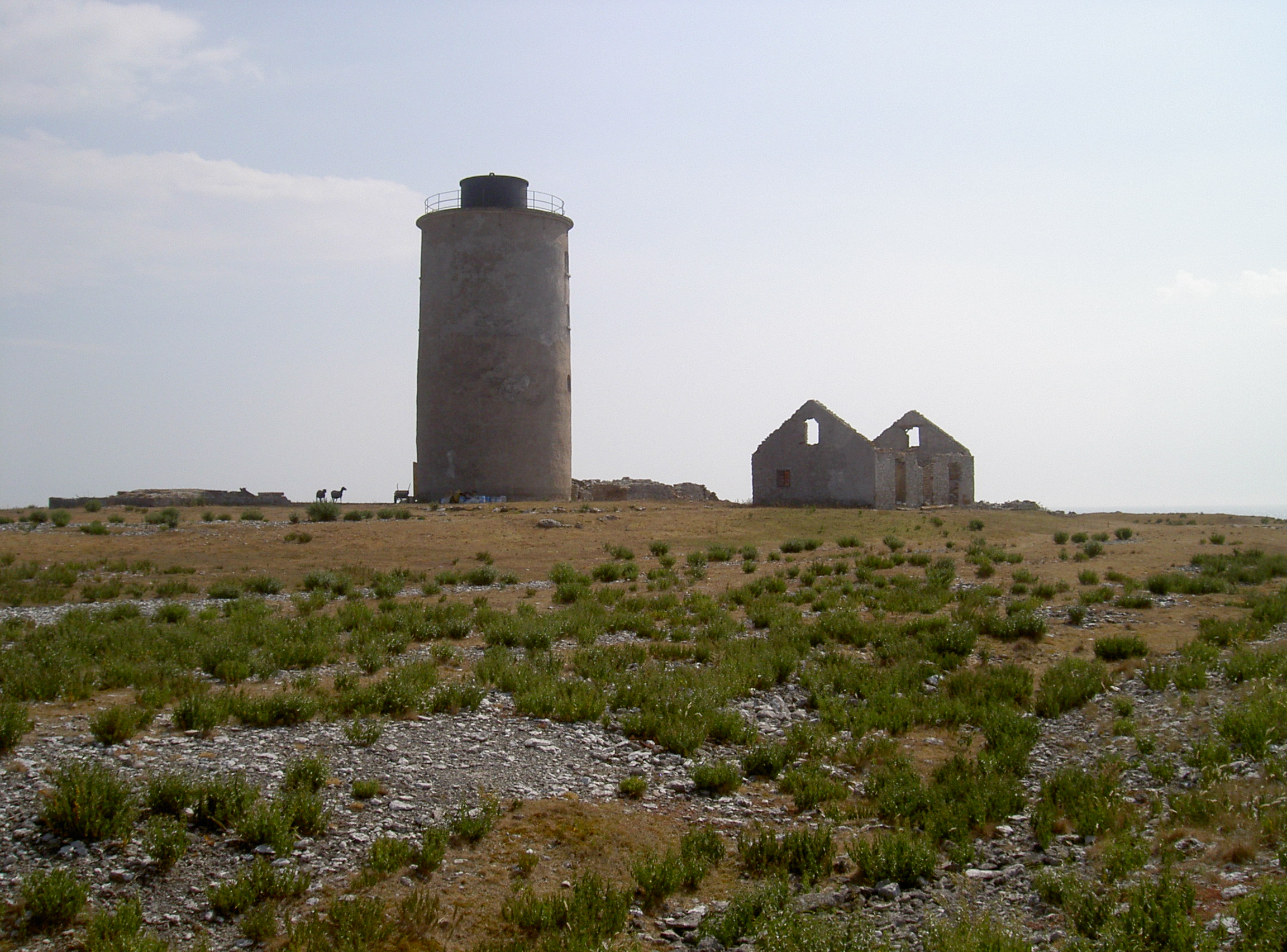
Den gamla, numera övergivna fyren och fyrvaktarens bostad på västra Östergarnsholm
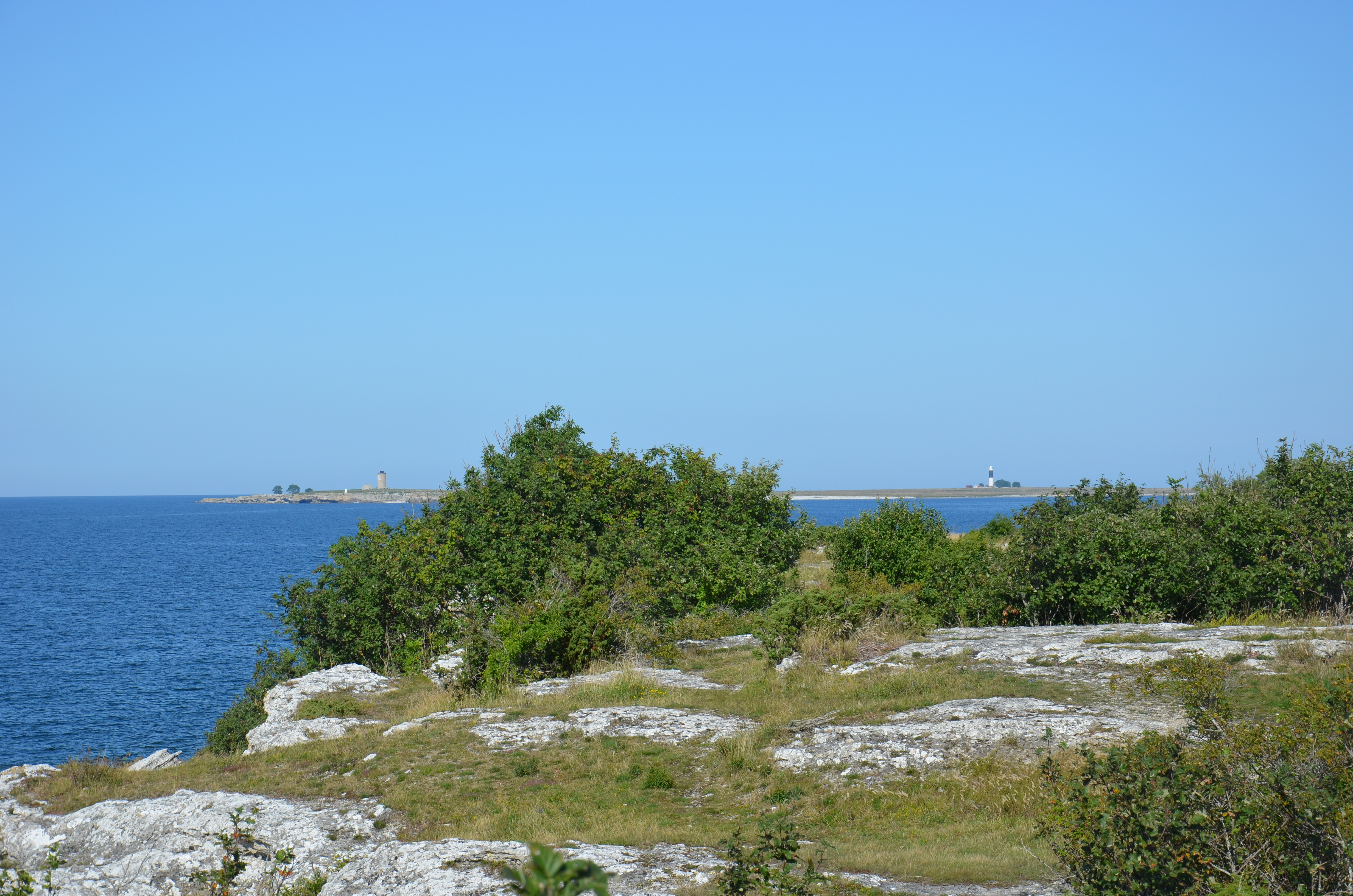
De två fyrarna på Östergarnsholm
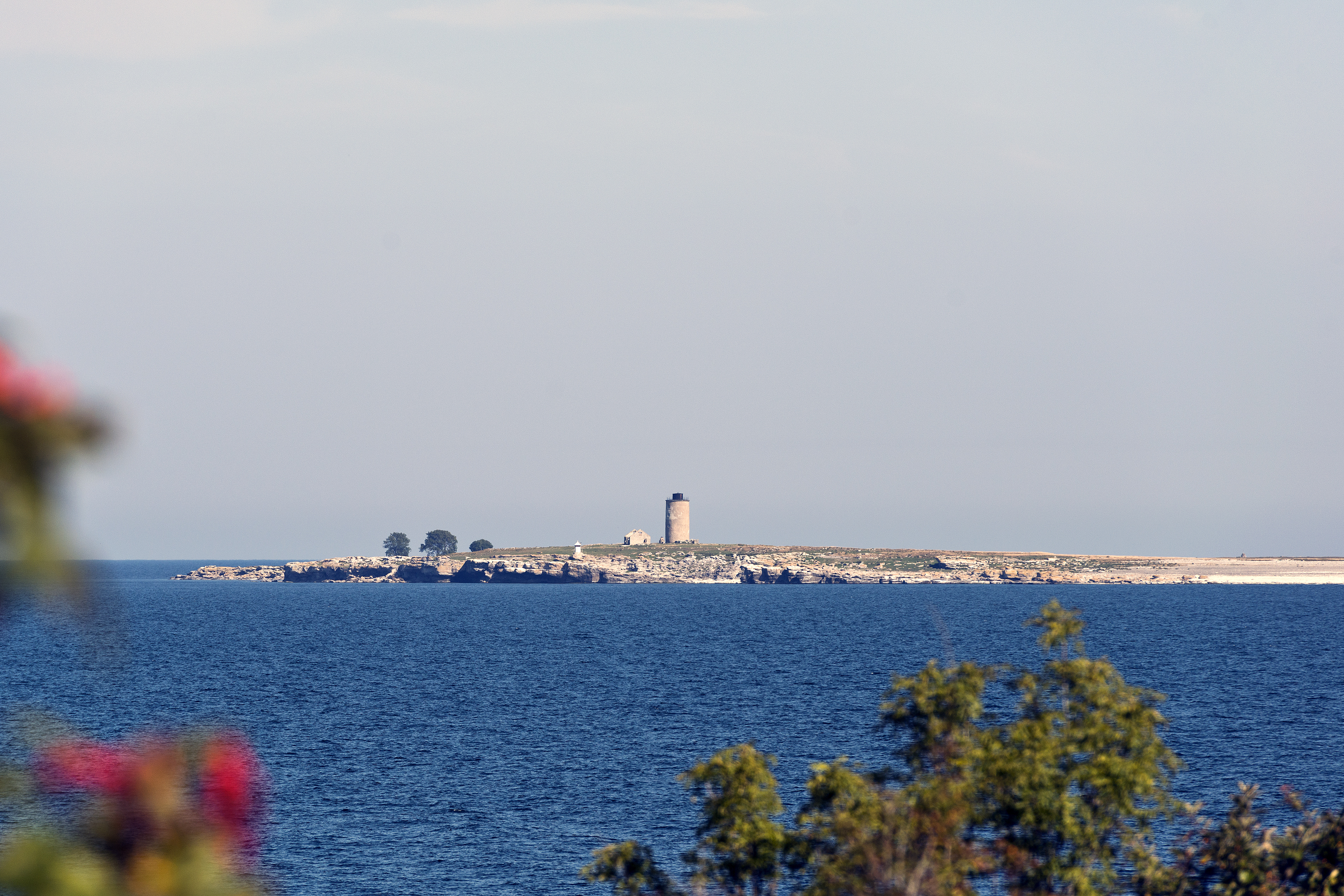
Från Grogarnsberget.